# Śródmieście (Włocławek)

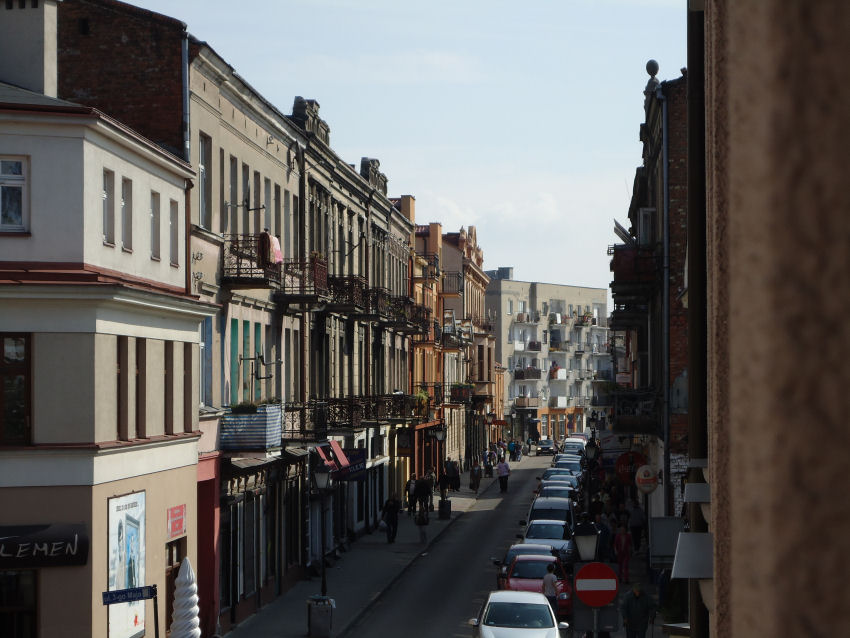
Widok na ulicę Piekarską

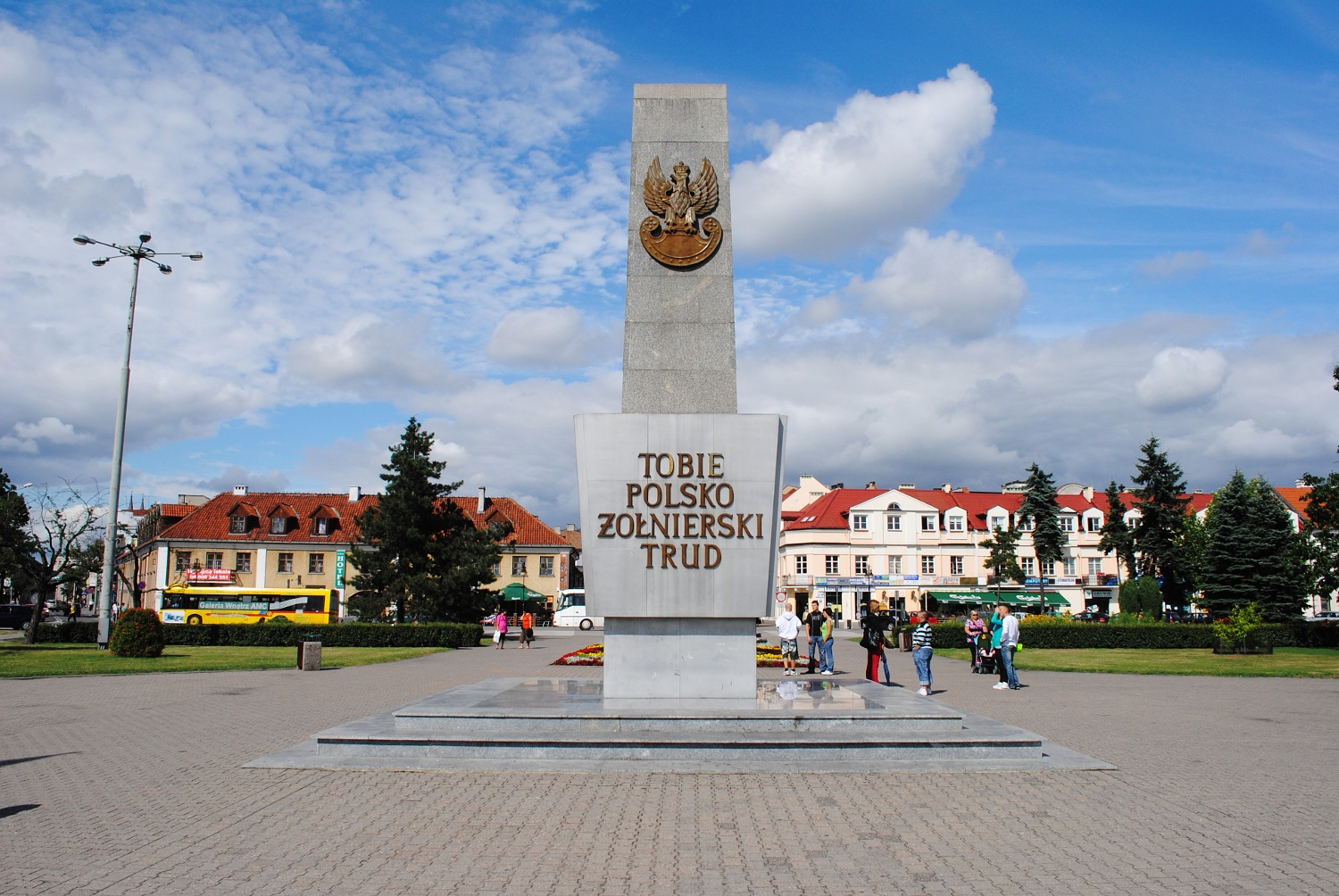
Pomnik Żołnierza Polskiego na placu Wolności

Śródmieście – najstarsza dzielnica Włocławka, położona na lewym brzegu Wisły.
Według oficjalnego projektu studium uwarunkowań i kierunków zagospodarowania przestrzennego z 2007 r. na północy granicę Śródmieścia wyznacza rz. Wisła, na wschodzie granicznymi ulicami są ul. Ogniowa, Łęgska, Okrężna i Wincentego Witosa, na południu granicę wyznacza linia kolejowa nr 18, a na zachodzie rz. Zgłowiączka.
Średniowieczne stare miasto ograniczało się do północno-zachodniej części dzisiejszego Śródmieścia. Miasto rozrastało się równomiernie, ciążąc jednak ku Wiśle, dopiero budowa dworca linii kolejowej warszawsko-bydgoskiej (1862 r.) spowodowała gwałtowny rozrost miasta w kierunku południowym. Na początku XIX w. nie było jeszcze ulicy Kilińskiego, nie było zabudowań przy dzisiejszych ulicach Kościuszki i Polskiej Organizacji Wojskowej, na południu miasto kończyło się mniej więcej na dzisiejszych ulicach Zduńskiej i Stodólnej, a na wschodzie na dzisiejszych ulicach Królewieckiej i Ogniowej.
Śródmieście może poszczycić się licznymi zabytkami, świeckimi i kościelnymi, w znacznej mierze zachowało swój wielowiekowy charakter. Nadal pozostaje centrum handlu, znajdują się tu również najważniejsze urzędy oraz najlepiej oceniane szkoły średnie.

## Złożona rzeczywistość Śródmieścia
Wieloletnie kwaterowanie osób z marginesu społecznego w „niczyich” kamienicach, odebranych prawowitym właścicielom, negatywnie odbiło się na wizerunku Śródmieścia. Większość zaniedbanych kamienic Śródmieścia ze względów historycznych posiada złożony stan prawny – najczęściej budynki te stanowią współwłasność prywatną oraz miejską. Problem stanowi również nieuregulowany stan prawny wielu nieruchomości należących do ofiar Holocaustu – w chwili obecnej nie można jeszcze zasądzać zasiedzenia tych nieruchomości.
Śródmieście objęte jest miejskim planem rewitalizacji. Pierwotnie rewitalizacja miała opierać się na partnerstwie publiczno-prywatnym, ostatecznie jednak ogranicza się głównie do realizacji projektów inwestycji miejskich, otrzymujących współfinansowanie ze środków Unii Europejskiej. Część środków na inwestycje pochodzi z emisji obligacji (o ich emisji Rada Miasta zadecydowała uchwałą z 6 kwietnia 2009 r.). Jednym z pierwszych dużych zadań rewitalizacyjnych był projekt budowy centrum kulturalnego w budynkach po browarze Bojańczyka (ul. Bechiego i ul. Łęgska, tzw. „Browar B”) oraz projekt przebudowy Placu Wolności. Na początku 2009 r. sprawa budowy centrum kulturalnego w budynkach po browarze Bojańczyka przerodziła się w aferę – okazało się, że miasto postanowiło przejąć siłą od prywatnego właściciela legalnie nabytą od miasta w 2003 r. nieruchomość przy ul. Łęgskiej 28, powołując się na klauzulę prawa odkupu w umowie sprzedaży. Prawo odkupu jest jednak bardzo kontrowersyjnym zapisem prawnym, jeszcze bardziej kontrowersyjne wydawało się być wywłaszczanie pod cele kulturalno-rozrywkowe, a nie infrastrukturalne. Spór o nieruchomość trwał od 2007 r., po korzystnym dla Urzędu Miasta wyroku Sądu Apelacyjnego w Gdańsku udostępnienie placu budowy stało się możliwe przed końcem 2010 r. Ostatecznie prace budowlane rozpoczęto w 2012 r., ich zakończenie zaplanowano na wrzesień 2013 r., inwestycję sfinalizowano 24 kwietnia 2014 r., oddając obiekt do użytku. Niepowodzeniem zakończyła się przebudowa Placu Wolności (radni wykreślili tę inwestycję z Lokalnego Programu Rewitalizacji). Następnym na liście projektów do realizacji w ramach programu rewitalizacji był plan przebudowy Zielonego Rynku. Inwestycję, z opóźnieniem, ukończono pod koniec 2010 r., jej zakres to m.in. wymiana płyt chodnikowych na kostkę i wyłożenie kostki na ulicach i placach parkingowych, koszt – 9,36 mln zł. Podobnych granitowych przeobrażeń doczekał się Stary Rynek, pokryto go m.in. kamiennymi płytami i kostką. Przebudowywano również nadwiślańskie Bulwary, niejako zwieńczenie tej inwestycji stanowi budowa sceny na wodzie w 2013 r.
Teoretyczne debaty nad obecnym planem rewitalizacji Śródmieścia trwały 3 lata. Miały zakończyć się w kwietniu 2009 r. przyjęciem przez Radę Miasta Lokalnego Programu Rewitalizacji, jednak z powodu protestów społecznych towarzyszących ogłoszeniu planów przebudowy Placu Wolności uchwalenie Lokalnego Programu Rewitalizacji odłożono w czasie. Ostatecznie przyjęto go 18 listopada 2009 r. Dyskusję o pozyskaniu środków unijnych na rewitalizację Śródmieścia zainicjowano w 2003 r. Pierwszą próbę szybkiego przywrócenia świetności historycznemu centrum miasta podjęto w 1977 r., z propagandowym rozmachem ogłoszono wówczas czteroletni program rewaloryzacji Śródmieścia. Zabrakło jednak środków finansowych, rozpoznania konserwatorsko-urbanistycznego miasta, doświadczonych projektantów i wykonawców.
Do najbardziej niedoinwestowanych obszarów Śródmieścia zaliczano przede wszystkim jego najstarszą (północną) część. Sytuacja ta powoli ulega zmianie, jednym z ostatnich przedsięwzięć miasta na tym obszarze jest utworzenie nowego parkingu i placu imprez masowych, przebudowa Bulwarów oraz remont staromiejskich dróg i uliczek (Bechiego, Bednarska, Browarna, Łęgska, Maślana, Matebudy, Stary Rynek, Szpichlerna, Towarowa, Tumska, Wiślana, Zamcza). Inwestycje te, zapowiedziane w roku 2008, przygotowane w 2009, rozpoczęte w 2010 i przesunięte na 2011, przeciągnęły się do roku 2012.
Oprócz projektów faktycznie rewitalizacyjnych (polegających na odbudowie lub przekształceniach), znaczna część zadań rewitalizacyjnych, zapisanych w Lokalnym Programie Rewitalizacji, była takimi jedynie z formalnego punktu widzenia – pod projekty rewitalizacyjne podpięto również nieznaczne przebudowy budynków już wcześniej normalnie funkcjonujących jako miejskie placówki kulturalne i oświatowe oraz większe remonty (np. „remont dachu” Zespołu Szkół Technicznych, „odnowa Szkoły Podstawowej nr 10”).